# Charnay (Doubs)
Charnay é uma comuna francesa na região administrativa de Borgonha-Franco-Condado, no departamento de Doubs. Estende-se por uma área de 5,66 km². Em 2010 a comuna tinha 481 habitantes (densidade: 85 hab./km²).